# Wilhelm Baumgarten
Pour les articles homonymes, voir Baumgarten.
Wilhelm Baumgarten (né le 6 novembre 1913 à Groß Lafferde, mort le 25 décembre 1996 à Göttingerode) est un homme politique allemand (SPD). 

## Biographie
Après avoir terminé ses études secondaires en 1933 au Reformgymnasium de Peine, il étudie l’enseignement jusqu’en 1936 à l 'Université technique de Brunswick. Jusqu'en 1939, il est professeur à Blankenburg, Wieda, Rübeland et Göttingerode. De 1939 à 1945, il sert dans la Luftwaffe. À Göttingerode, Baumgarten est fait prisonnier de guerre. Après la fin de la Seconde Guerre mondiale, de 1945 à 1959, il est professeur principal et chef de l’école primaire de Göttingerode. En 1962, il est devient membre du conseil de surveillance de la reconstruction de la coopérative de construction, dont il assume la présidence de 1978 à 1989. Baumgarten écrit des livres sur l'histoire de son village natal, Groß Lafferde, et sur la fusion municipale avec la ville de Bad Harzburg.

## Politique
En mai 1933, Baumgarten rejoint la SA et le NS-Lehrerbund et, à l'été de l'année, l'union nationale des étudiants allemands socialistes et l'union des étudiants allemands. En outre, il exerce les fonctions gestionnaire de cellule au sein de l'Association des enseignants nazis. En mai 1937, il est accepté comme membre du NSDAP. Au cours de sa dénazification, Baumgarten déclare qu'il avait rejoint la SA et le NS-Lehrerbund "afin de pouvoir poursuivre l'étude des sciences de l'éducation, mais surtout pour obtenir une bourse" (cité dans Glienke, p. 108). 
Après la guerre, Baumgarten est membre du SPD. Membre du conseil à Harlingerode depuis 1952, il est maire de 1952 à 1967 de la communauté qui comprend les villages de Harlingerode et de Göttingerode. Il y travaille avec son collègue du parti, plus tard président de l'Association des villes et agglomérations de Basse-Saxe, Horst Voigt. De 1956 à 1974, il fait partie du conseil de district de Wolfenbüttel ou après la réforme territoriale en Basse-Saxe au conseil de district de Goslar. Baumgarten devient membre du Landtag de Basse-Saxe de la 4ème à la 8ème législature du 6 mai 1959 au 20 juin 1978. 
De 1966 à 1967, il préside le groupe parlementaire du SPD. De 1967 à 1974, il est président du Landtag de Basse-Saxe et, de 1974 à 1978, vice-président. En 1977, il est élu président du conseil de l'arrondissement de Goslar, fonction qu'il exerce jusqu’en novembre 1981
Le 25 décembre 1996, Wilhelm Baumgarten décède à Göttingerode.

## Honneurs
- Médaille d'État de Basse-Saxe, 1978